# Neuroticism
Neuroticism anges enligt Svensk MeSH vara ett personlighetsdrag relaterat till tendens att reagera på hot, frustration (besvikelse) eller en förlust med negativa känslor (till exempel ilska, ångest, frustration samt förlägenhet och sorg).
Inom bland annat femfaktorteorin och andra teorier inom personlighetspsykologi, tendensen hos en person att erfara negativa känslor. Neuroticism innebär att ha personlighetsdrag, symptom eller en karaktär som påminner om neuros. Personlighetsdraget präglas av instabilitet, ångest, aggression etcetera.